# Warungasem
Warungasem is een bestuurslaag in het regentschap Batang van de provincie Midden-Java, Indonesië. Warungasem telt 1655 inwoners (volkstelling 2010).